# Vahl-lès-Bénestroff
Pour les articles homonymes, voir Vahl.
Vahl-lès-Bénestroff est une commune française située dans le département de la Moselle, en région Grand Est.

## Géographie
La commune a une superficie de 897 ha.

### Communes limitrophes
| Neufvillage Virming | Francaltroff            | Montdidier |
| Bénestroff          | Vahl-lès-Bénestroff     | Nébing     |
|                     | Marimont-lès-Bénestroff |            |

### Hydrographie
La commune est située dans le bassin versant du Rhin au sein du bassin Rhin-Meuse. Elle est drainée par le ruisseau le Brouque.

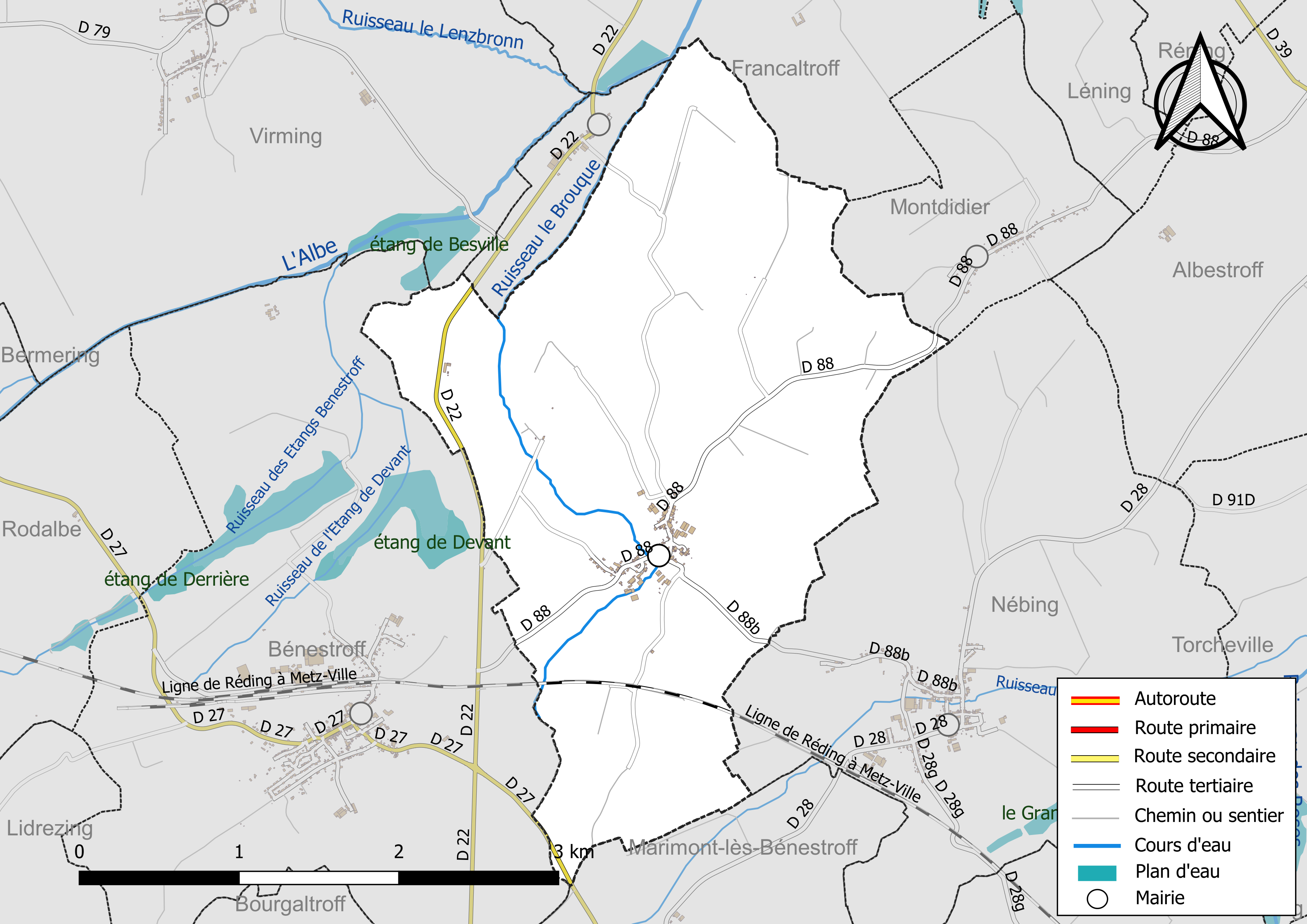
Réseaux hydrographique et routier de Vahl-lès-Bénestroff.

### Climat
Pour des articles plus généraux, voir Climat du Grand Est et Climat de la Moselle.
En 2010, le climat de la commune est de type climat des marges montargnardes, selon une étude du Centre national de la recherche scientifique s'appuyant sur une série de données couvrant la période 1971-2000. En 2020, Météo-France publie une typologie des climats de la France métropolitaine dans laquelle la commune est exposée à un climat semi-continental et est dans la région climatique  Lorraine, plateau de Langres, Morvan, caractérisée par un hiver rude (1,5 °C), des vents modérés et des brouillards fréquents en automne et hiver. 
Pour la période 1971-2000, la température annuelle moyenne est de 9,8 °C, avec une amplitude thermique annuelle de 17 °C. Le cumul annuel moyen de précipitations est de 817 mm, avec 11,9 jours de précipitations en janvier et 9,3 jours en juillet. Pour la période 1991-2020, la température moyenne annuelle observée sur la station météorologique de Météo-France la plus proche, « Rodalbe », sur la commune de Rodalbe à 6 km à vol d'oiseau, est de 10,6 °C et le cumul annuel moyen de précipitations est de 737,2 mm. 
La température maximale relevée sur cette station est de 38,7 °C, atteinte le 24 juillet 2019 ; la température minimale est de −18,1 °C, atteinte le 26 décembre 2010,,. 
Les paramètres climatiques de la commune ont été estimés pour le milieu du siècle (2041-2070) selon différents scénarios d'émission de gaz à effet de serre à partir des nouvelles projections climatiques de référence DRIAS-2020. Ils sont consultables sur un site dédié publié par Météo-France en novembre 2022.

## Urbanisme

### Typologie
Au 1er janvier 2024, Vahl-lès-Bénestroff est catégorisée commune rurale à habitat dispersé, selon la nouvelle grille communale de densité à sept niveaux définie par l'Insee en 2022.
Elle est située hors unité urbaine et hors attraction des villes,.

### Occupation des sols
L'occupation des sols de la commune, telle qu'elle ressort de la base de données européenne d’occupation biophysique des sols Corine Land Cover (CLC), est marquée par l'importance des territoires agricoles (85,6 % en 2018), une proportion identique à celle de 1990 (85,6 %). La répartition détaillée en 2018 est la suivante : 
terres arables (36,9 %), zones agricoles hétérogènes (25 %), prairies (23,6 %), forêts (11,5 %), zones urbanisées (2,9 %). L'évolution de l’occupation des sols de la commune et de ses infrastructures peut être observée sur les différentes représentations cartographiques du territoire : la carte de Cassini (XVIIIe siècle), la carte d'état-major (1820-1866) et les cartes ou photos aériennes de l'IGN pour la période actuelle (1950 à aujourd'hui).

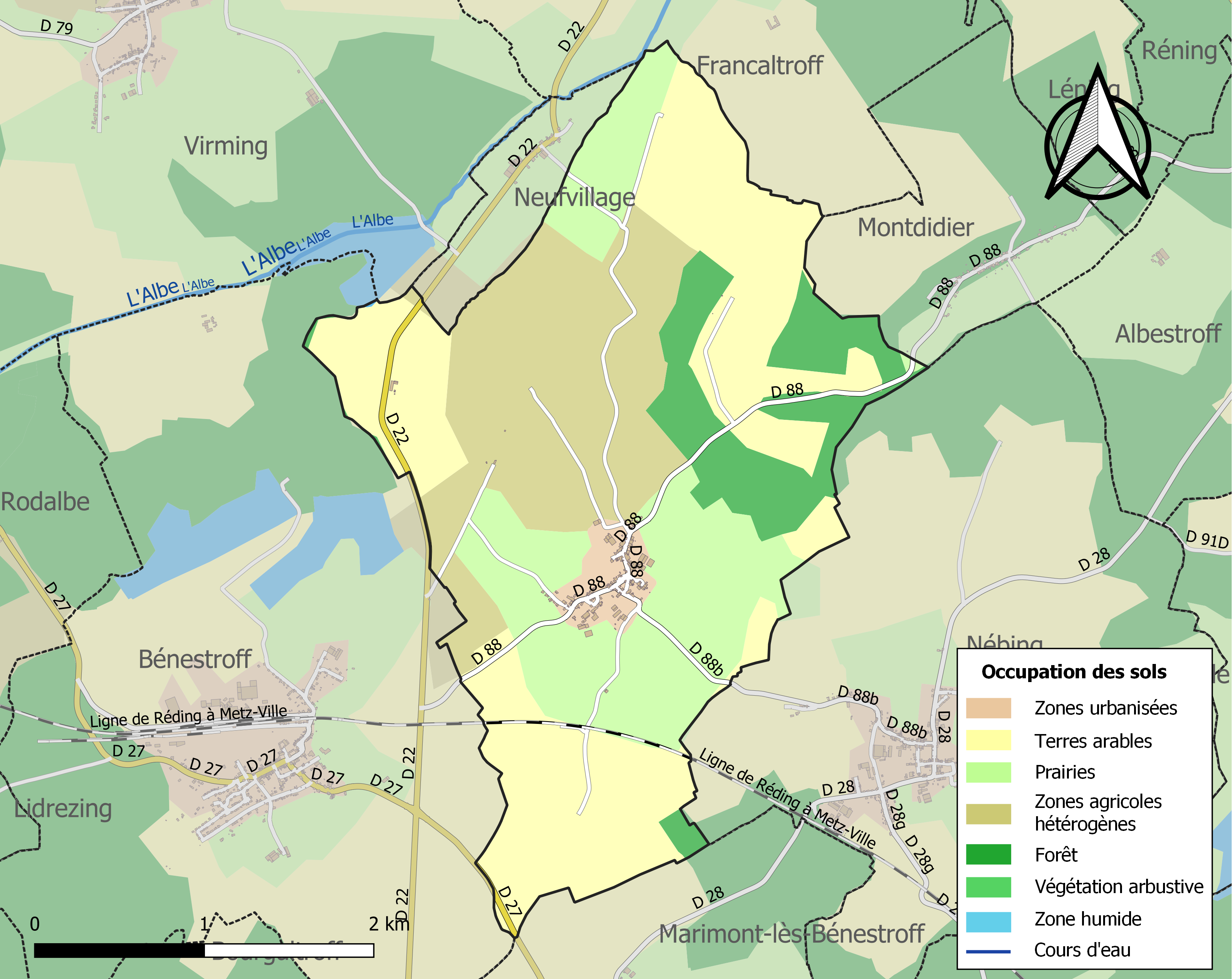
Carte des infrastructures et de l'occupation des sols de la commune en 2018 (CLC).

## Toponymie
Vahl s'est appelée successivement : WALLEN (1186), VALES prope Morsberg (1225), WAELEN prope Morsberg (1460), WAALEN (1460), Valen (1571), Walen (1594), Wallen (XVIe siècle), VAHL (1660, à la reconstruction), Vahl-Neuf-Village (1720), VAHL lès BENESTROFF (1922), WALLEN (1940), VAHL les BENESTROFF (1945).

## Histoire
- Faisait partie de l'ancien duché de Lorraine, fief de l'abbaye de Mettlach, tenu par les Créhange. Le fief de Vahl a relevé de la châtellenie de Dieuze (bailliage d'Allemagne).

Les premiers actes faisant mention de Vahl furent établis au XIe siècle. Un sieur Folmer de Metz en hérita de l'abbaye de Saint-Avold.
Le village comportait alors des annexes encore existantes : Neufvillage et Waldhouse et les annexes disparues : Münchenhard, Sheuerm (ou Schirdorf) et Weiler. Pendant la guerre de Trente Ans (vraisemblablement en 1635) le village fut détruit et les habitants qui ne périrent pas de la peste ou de la guerre furent dispersés. En 1660, le village fut rebâti.
En 1714, le seigneur de Vahl était Alexandre de Hausen, chevalier, veuf de Marie de Marcheville remarié à cette date avec Anne Marie Françoise Béatrice de La Noue, fille d’Étienne, chevalier, seigneur de Bourgaltroff, capitaine de cavalerie au régiment de Rottembourg.
En 1752, le comte Charles Louis de Ludres (1704-1783) alors seigneur de Vahl fit agrandir la petite église à laquelle fut ajouté un clocher en 1844. Trois cloches furent installées en 1881. Celles-ci furent prises par les Allemands en 1917 et remplacées en 1925. L'électrification de l'horloge et des cloches eut lieu en 1963.
Linguistiquement, cette commune était germanophone et francophone en 1843.

## Politique et administration
| Période                                  | Période   | Identité           | Étiquette | Qualité |
| ---------------------------------------- | --------- | ------------------ | --------- | ------- |
| Les données manquantes sont à compléter. |           |                    |           |         |
| mars 1995                                | mars 2001 | Paul Peltre        |           |         |
| mars 2001                                | mars 2014 | Serge Lallemand    |           |         |
| mars 2014                                | mai 2020  | Stéphanie Zampieri | DVD       |         |
| mai 2020                                 | En cours  | Fabrice Lallement  |           |         |

## Démographie
L'évolution du nombre d'habitants est connue à travers les recensements de la population effectués dans la commune depuis 1793. Pour les communes de moins de 10 000 habitants, une enquête de recensement portant sur toute la population est réalisée tous les cinq ans, les populations de référence des années intermédiaires étant quant à elles estimées par interpolation ou extrapolation. Pour la commune, le premier recensement exhaustif entrant dans le cadre du nouveau dispositif a été réalisé en 2008.

En 2022, la commune comptait 146 habitants, en évolution de +1,39 % par rapport à 2016 (Moselle : +0,52 %, France hors Mayotte : +2,11 %).
| 1793 | 1800 | 1806 | 1821 | 1831 | 1836 | 1841 | 1846 | 1851 |
| ---- | ---- | ---- | ---- | ---- | ---- | ---- | ---- | ---- |
| 284  | 310  | 337  | 390  | 410  | 433  | 408  | 388  | 364  |

| 1856 | 1861 | 1871 | 1875 | 1880 | 1885 | 1890 | 1895 | 1900 |
| ---- | ---- | ---- | ---- | ---- | ---- | ---- | ---- | ---- |
| 331  | 301  | 295  | 297  | 295  | 269  | 263  | 272  | 264  |

| 1905 | 1910 | 1921 | 1926 | 1931 | 1936 | 1946 | 1954 | 1962 |
| ---- | ---- | ---- | ---- | ---- | ---- | ---- | ---- | ---- |
| 263  | 246  | 225  | 231  | 222  | 215  | 197  | 204  | 207  |

| 1968 | 1975 | 1982 | 1990 | 1999 | 2006 | 2008 | 2013 | 2018 |
| ---- | ---- | ---- | ---- | ---- | ---- | ---- | ---- | ---- |
| 191  | 159  | 120  | 106  | 117  | 123  | 125  | 139  | 151  |

| 2022 | - | - | - | - | - | - | - | - |
| ---- | - | - | - | - | - | - | - | - |
| 146  | - | - | - | - | - | - | - | - |

## Économie / Responsabilité sociale de l'entreprise (RSE)

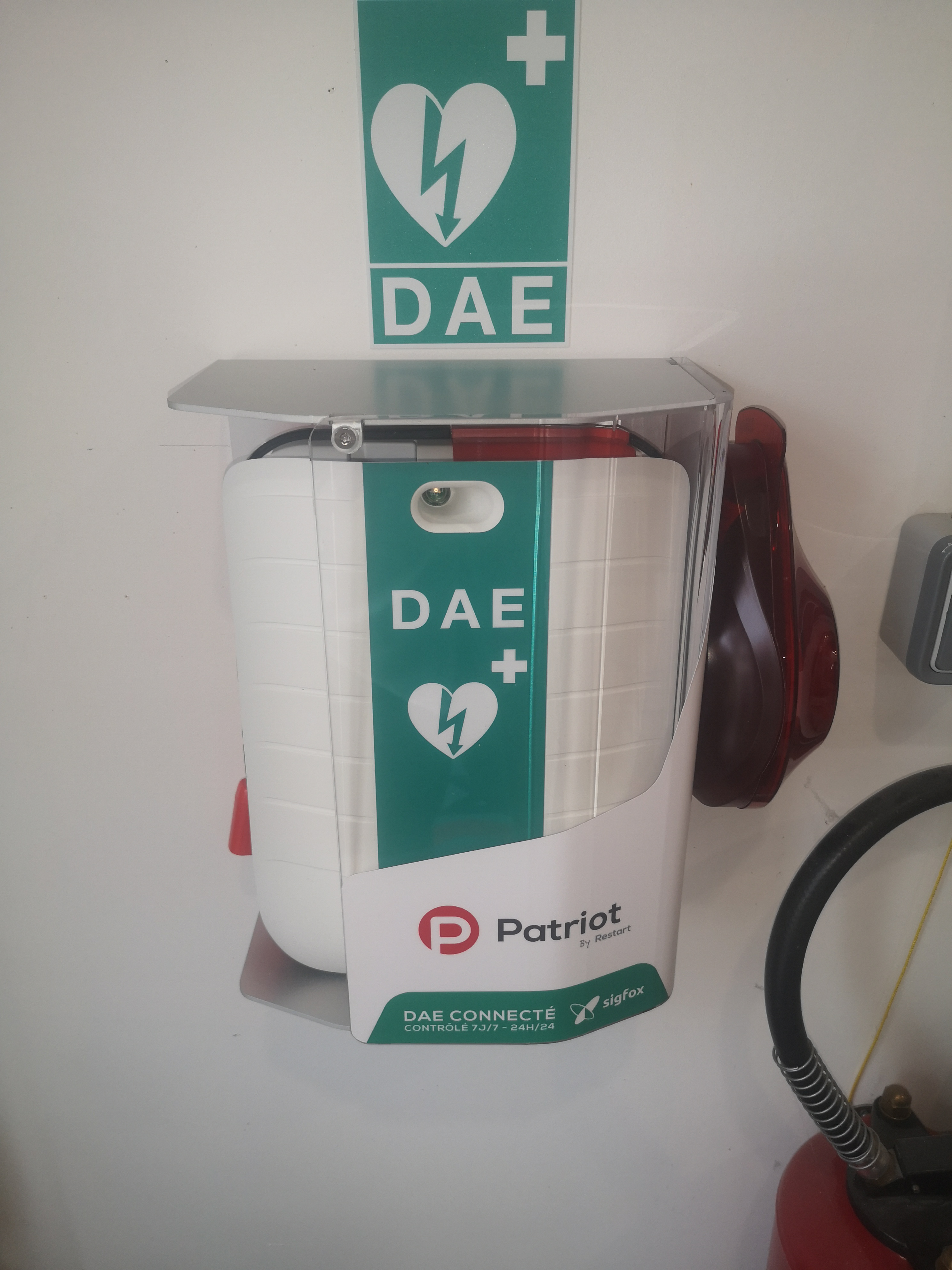
Défibrillateur à l'entrée de la brasserie.

Une entreprise locale s'engage. La brasserie La grenouille assoiffée vient de s'équiper d'un défibrillateur connecté PATRIOT. Cet appareil est disposé à gauche en entrant. Il comporte les patchs adulte et enfant ainsi qu'un coussin pour massage cardiaque.
Accessible aux heures d'ouverture. En dehors de ces heures 0387014060 / 0637061627 / 0637291758.

## Culture locale et patrimoine

### Lieux et monuments
- Église Saint-Michel du XVIIIe siècle, remaniée en 1844 : mobilier, orgue et bénitiers en marbre du XVIIIe siècle.

### Héraldique
| Blason de Vahl-lès-Bénestroff | Blason  | De gueules à trois bandes courbées d'argent, à la bordure d'or chargée de huit coquilles d'azur. |
| Blason de Vahl-lès-Bénestroff | Détails | Le statut officiel du blason reste à déterminer.                                                 |